# Etrit Berisha
Etrit Fadil Berisha (* 10. März 1989 in Priština, SFR Jugoslawien) ist ein albanisch-schwedischer Fußballspieler. 

## Vereinskarriere

### Jugend
Berisha spielte in der Jugend des kosovarischen Klubs KF 2 Korriku. Er verließ den Verein im Januar 2008 und wechselte nach Schweden zum Kalmar FF. Nach seiner Ankunft in Schweden kam er in Kalmars U-19-Team, weil er noch zu jung und unerfahren für die erste Mannschaft war, stand jedoch in dessen erweitertem Kader.

### Lindsdals IF
Um Spielpraxis zu sammeln wurde der Torhüter die komplette Saison 2009 an den Viertligisten Lindsdals IF verliehen. Dort absolvierte Berisha insgesamt 14 Ligapartien und landete am Ende der Spielzeit mit dem Klub auf dem Dritten Platz der Tabelle.

### Kalmar FF
Berisha gab sein Debüt für Kalmar am 28. April 2010 gegen Örebro SK und gewann 4:1. Nach 14 Spielen in seiner Debüt-Saison wurde er Kalmars Stammtorwart. Er erzielte sein erstes Tor für Kalmar gegen den Cliftonville FC in den Europa-League-Qualifikationsrunde per Elfmeter und sein erstes Tor in der Fotbollsallsvenskan erzielte er gegen Meister Helsingborgs IF vom Elfmeterpunkt im Jahr 2012, das Spiel ging jedoch mit 2:7 verloren. Berisha wurde zum festen Elfmeterschützen bei Kalmar und trat bei jedem Elfmeter an. Während seiner Zeit bei Kalmar erklärt Club Manager Svante Samuelsson, dass sich Berisha während seiner Zeit bei Kalmar zu einem sehr guten Torwart entwickelt habe und sehr entschlossen sei. Berisha wurde von den Fans gelobt, vor allem in der Saison 2013.

### Lazio Rom
Am 2. September 2013 unterschrieb Etrit Berisha beim italienischen Verein Lazio Rom. Er debütierte am 7. November 2013 bei einem UEFA-Europa-League-Gruppenspiel gegen Apollon Limassol. Drei Wochen später in der nächsten Europa-League-Partie gegen KP Legia Warschau war er wieder in der Startformation an Stelle von Federico Marchetti. Das Spiel gewann Lazio Rom mit 2:0. Am 12. Dezember 2013 machte er gegen Trabzonspor sein drittes Spiel in Folge und hielt einige Chancen von dem Gegner. Nachdem Marchetti sich verletzt hatte, machte Berisha am 6. Januar 2014 seine Liga-Debüt gegen Inter Mailand und hielt das Tor 90 Minuten zu Null, Lazio Rom feierte einen 1:0-Sieg. Eine Woche später, am 11. Januar 2014 spielte Berisha wieder ein überragendes Spiel und bekam abermals kein Gegentor. Sein erstes Spiel im Coppa Italia absolvierte er drei Tage später den gegen FC Parma, Lazio gewann die Partie mit 2:1. Auch als der erste Torwart Marchetti nach seiner Verletzung zurückkehrte, konnte Berisha seinen Platz in der Startaufstellung verteidigen. Beim Derby della Capitale gegen den AS Rom spielte Berisha 90 Minuten lang und hielt alle Bälle. Das Spiel endete mit 0:0 und er wurde zum "Man of the Match" gewählt. Im Mai 2015 stand er im Finale der Coppa Italia 2014/15, das aber mit 1:2 gegen Rekordsieger Juventus Turin verloren wurde. 

### Atalanta Bergamo
Im Sommer 2016 wechselte Berisha leihweise zu Atalanta Bergamo, wo er sich gegen seinen Konkurrenten Marco Sportiello durchsetzte und Stammtorhüter wurde. Nach der erfolgreichen Saison, die Atalanta als Tabellenvierter abschloss, wurde Berisha fest verpflichtet.

### SPAL Ferrara
Im Sommer 2019 wechselte der damals 30 Jahre alte Torhüter zunächst auf Leihbasis zu dem norditalienischen Verein SPAL Ferrara. Der Leihvertrag lief über die gesamte Saison 2019/20. Im Anschluss verpflichtete SPAL Berisha fest.

### Weitere Stationen
Im Juli 2021 wechselte Berisha zum FC Turin, für den er in zwei Jahren zehn Serie-A-Spiele bestritt. Im Sommer 2023 wurde er vom Ligakonkurrenten FC Empoli verpflichtet. Im Sommer 2024 lief sein Vertrag in Empoli aus. Anschließend war der Torhüter bis zum 11. April 2025 vereinslos, ehe ihn der schwedische Erstligist BK Häcken bis zum Jahresende verpflichtete.

## Nationalmannschaft
Sein A-Länderspieldebüt absolvierte Berisha am 27. Mai 2012 beim 1:0-Sieg im Freundschaftsspiel gegen den Iran. Mittlerweile ist er die Nummer 1 im Tor Albaniens und absolvierte bisher 35 Länderspiele. In der Qualifikation für die EM 2016 stand er in allen acht Spielen im Tor und bekam dabei nur fünf Gegentore. Damit half er mit, dass sich Albanien erstmals für die EM-Endrunde und damit überhaupt zum ersten Mal für ein großes Fußballturnier qualifizieren konnte. Bei der Benennung des vorläufigen Kaders am 21. Mai 2016 gehörte er zu den 27 nominierten Spielern und wurde auch als Nummer 1 in den endgültigen Kader aufgenommen. In der ersten Partie gegen die Schweiz fiel nach einer Ecke nach einem misslungenen Abwehrversuch Berishas das 0:1, das bis zum Spielende Bestand hatte. Gegen Frankreich wurde er in den Schlussminuten noch zweimal bezwungen. Der Sieg gegen Rumänien ohne Gegentor genügte nicht und Albanien schied als einer der beiden schlechtesten Gruppendritten aus dem Turnier aus.

## Erfolge
Individuelle Auszeichnungen
- Fotbollsallsvenskan 2013: Torwart des Jahres